# 丹麥國立博物館

標誌

丹麥國立博物館（丹麥語：Nationalmuseet）是位於丹麥哥本哈根的一家博物館，以丹麥文化史為展示主題，展示有關丹麥和外國文化的歷史的展品，是丹麦最大的文化史博物馆。博物馆内展示有眾多非常珍貴的歷史展品，覆盖丹麦自史前时代、冰河时代、维京时代，至中世纪、文艺复兴，到现当代的整个历史。其中的丹麥史前時代展覽區自2001年起作为临时展厅开放，之后经历了闭馆修繕於2008年5月重新開放，成为固定展厅。